# European Network of AIDS Helplines
European Network of AIDS Helplines (ENAH) ist eine 1998 entstandene europaweite Kooperation von telefonischen HIV-Beratungsstellen, die von der Europäischen Union gefördert wird. Aus den Erfahrungen der Beratung heraus wurde eine Charta mit ethischen Grundsätzen verfasst, dazu zählt zum Beispiel der Schutz der Anonymität.